# Porta Eva
Porta Eva är en albansk film från 1999.

## Rollista (i urval)
- Neritan Liçaj
- Irina Nizina - Inxhi
- Vangjel Toçe - Pirat
- Magdalena Wójcik - Lena
- Ndriçim Xhepa - David